# Об'єкт 911
Об'єкт 911 — радянська дослідна колісно-гусенична бойова машина піхоти. Розроблена у Волгограді в конструкторському бюро Волгоградського тракторного заводу (ВгТЗ). Серійно не вироблялася.

## Історія створення
На початку 1960-х років за завданням Міністерства Оборони СРСР на ряді оборонних підприємств СРСР були розпочаті розробки нового типу броньованих транспортних засобів для  мотострілкових підрозділів. Серед основних вимог, що висуваються, були:
1. Захист від засобів масового ураження;
2. Значна вогнева міць;
3. Подолання водних перешкод;
4. Можливість самостійної боротьби з танками супротивника.

Однією з таких розробок був «Об'єкт 911». Розробка розпочато конструкторському бюро ВгТЗ під керівництвом головного конструктора Голованова І.В.. У 1964 ріку був створений дослідний зразок. Після конкурсних порівняльних випробувань перевагу віддали «Объекту 765», тому машина на озброєння прийнята була.

## Опис конструкції
Машину було створено на спеціальній базі. Ззаду було розміщено моторно-трансмісійне відділення.

### Броньовий корпус та башта
Корпус та башта були зварені зі сталевих катаних броньових листів. У корпусі було 6 амбразур для стрільби з особистої зброї.

### Озброєння
Основним озброєнням був гладкоствольний 73-мм гранатомет 2А28 «Грім». Боєкомплект становив 40 пострілів.
З основним знаряддям був спарений танковий варіант 7,62-мм Кулемета Калашникова. Військовий боєкомплект становив 2000 набоїв.
Для боротьби з танками на машині було встановлено пускову установку протитанкової керованої ракети 9М14М «Малютка». Військовий боєкомплект становив 4 ракети.

### Ходова частина
У машині було передбачено два рушії: колісний та гусеничний. Колісний складався із чотирьох коліс, два задніх з яких були ведучі. Гусеничний рушій складався з п'яти опорних та двох підтримуючих котків. Перехід з колісного на гусеничний хід і навпаки становив від 1,5 до 2 хвилин.
Для руху по воді використовуються водомети.

## Машини на базі
«Об'єкт 911Б» — радянський досвідчений плаваючий танк.

## Збережені екземпляри
На сьогоднішній день екземпляр, що зберігся, знаходиться в Бронетанковому музеї в місті Кубінка.